# Финландски лапхунд
Финландският лапхунд (на фински: Suomenlapinkoira) е порода кучета, произлизаща от Финландия. Тя принадлежи към шпицовия тип и към овчарския вид. Селектирана е от саамите и векове наред е използвана за пастирска дейност. Представителите ѝ са високи между 40 и 52 см и тежат между 15 и 24 кг. Имат типичната за шпицовете дълга и гъста козина, която може да бъде в широка гама от цветове: бяло, черно, червено, кафяво, самурено и др. Също така имат и типична за вида си опашка, завита върху гърба. Те са много интелигентна и активна порода. Лесни са за обучение. Според някои собтвеници лапхундите мислят, преди да действат. Справят се добре в спортовете аджилити и овчарско състезание. Те са добри компаньони и много обичат децата.